# Mortehan
Mortehan (Moite-Han en wallon, localement Môrtëhan) est un village de la commune belge de Bertrix située en Région wallonne dans la province de Luxembourg. Avant la fusion des communes de 1977, il faisait partie de la commune de Cugnon.

## Géographie
Situé à 5 km au sud-ouest du village de Bertrix et à 8 km à l’est de Bouillon, Mortehan est bordé à l’ouest par la Semois, un affluent de la Meuse. La Semois y possède un ancien bras, classé par la Région wallonne, au lieu-dit La Noue.

## Patrimoine classé
- L’église Saint-Hubert , monument classé par arrêté royal du 26 novembre 1973[1],[2].
- Les alentours de l’ancien bras de la Semois (La Noue)
- Plusieurs bâtiments typiques
- Le vieux cimetière, ses pierres tombales en schiste des XVIe et XVIIe siècles[3] (Photos[4]).